# Forte Al Koot
Forte Al Koot mais conhecido como Forte de Doha, é uma fortaleza militar histórica localizada em Doha, a capital do Catar. 
Foi construído em 1927 pelo xeque Abdulla bin Qassim Al Thani, mais conhecido como xeque Abdullah bin Jassim Al Thani, que governou o Qatar de 1913 até 1949. O forte foi posteriormente convertido em um museu.
O forte possui um acervo de artesanato tradicional do Catar, produtos e fotos do cotidiano quatari.